# Cratichneumon semirufus
Cratichneumon semirufus är en stekelart som först beskrevs av Johann Ludwig Christian Gravenhorst 1820.  Cratichneumon semirufus ingår i släktet Cratichneumon och familjen brokparasitsteklar. Utöver nominatformen finns också underarten C. s. obscuripes.